# Coprinus microsporus
Coprinus microsporus är en svampart som beskrevs av Berk. & Broome 1871. Coprinus microsporus ingår i släktet Coprinus och familjen Agaricaceae.   Inga underarter finns listade i Catalogue of Life.